# Adrián Vallés
Adrián Vallés Escortell (Teulada, Alicante, España; 3 de junio de 1986) es un expiloto de automovilismo español. Fue uno de los pilotos españoles más prometedores en sus inicios y se proclamó vencedor de la Superleague Fórmula con el Liverpool FC en 2009. Entre 2012 y 2018 fue mánager de diversos pilotos y dirigió su propia escudería, el AV Formula.

## Trayectoria

### Inicios
Adrián Vallés inició su trayectoria en los karts en 1995 muy influenciado por su padre y su tío, el piloto de copas nacionales Vicente Vallés. Desde sus inicios Adrián fue un piloto muy prometedor ganando varias pruebas de karting, fue campeón de España de Karting Júnior en 1998, quedó en tercer lugar en el trofeo Margutti (Júnior) donde participó 2 años más tarde, y fue campeón de España y de la Comunidad Valenciana de karting en la categoría Inter-A en 2001.
Ese mismo año debutó en los monoplazas de la mano de la escudería del Circuit Ricardo Tormo, consiguiendo la tercera posición en el último año de la Fórmula Toyota Castrol Júnior 1300. El año siguiente se proclamó campeón de la categoría sucesora, el Campeonato de España de Fórmula Junior 1600.

### World Series, GP2 y Prototipos

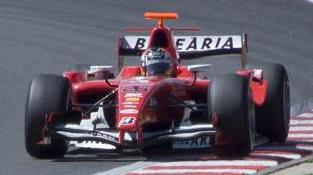
Adrián Vallés en la GP2 Series (2008)

Siguiendo la progresión ascendente en monoplazas, en 2003 fue 4.º en las World Series Lights, en 2004 quedó 10.º en la World Series by Nissan habiendo cambiado ya a la estructura de Pons Racing, y en 2005 demostró la experiencia adquirida el año anterior quedando subcampeón de la World Series by Renault tras Robert Kubica. Obtuvo un galardón como piloto revelación de 2005.
En 2006 participó la GP2 Series con Campos Racing obteniendo esperanzadores resultados, como un merecido 3r puesto en la carrera inaugural de la temporada en Cheste y terminando en la clasificación general de pilotos en undécimo lugar y como mejor español clasificado.
Tras un año enrolado en la Fórmula 1, disputó la temporada 2008 de GP2 Asia Series con el equipo FMS International propiedad del piloto italiano Giancarlo Fisichella, donde consiguió buenas actuaciones con varios podios y terminó en séptimo lugar en la clasificación de pilotos. Para las series europeas de la GP2 siguió en el FMS International teniendo como compañero a Roldán Rodríguez, pero tras la disputa de las dos primeras carreras en España decidió rescindir su contrato con el equipo y firmó con el equipo BCN Competición en sustitución de Paolo Nocera hasta que la el equipo se quedó sin presupuesto.
Debutó en las carreras de resistencia al formar parte del recién creado equipo de resistencia del Epsilon Euskadi en las 24 Horas de Le Mans y en las Le Mans Series. Al cancelarse el proyecto de Epsilon para 2009, le ofrecieron un puesto para disputar la Fórmula Renault 3.5 con ellos, disputando la primera mitad de la temporada y logrando un podio en el Circuit de Catalunya.

### Superleague Fórmula

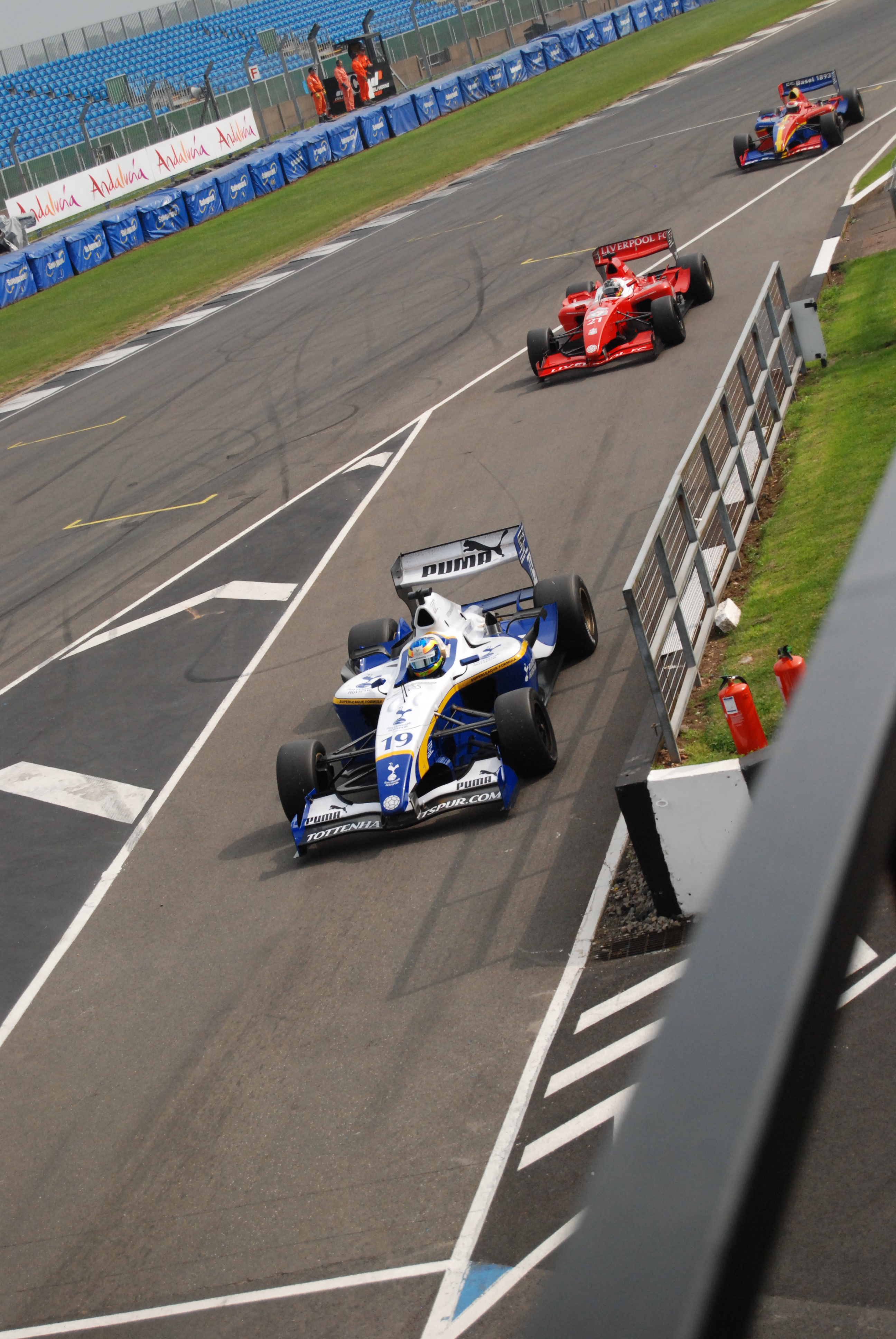
Adrián (coche rojo) en la Superleague Fórmula (2008)

En 2008 le llamaron para pilotar el monoplaza del Liverpool FC en la recién creada Superleague Fórmula consiguiendo un podio en la segunda carrera del campeonato, también consiguió dos victorias a lo largo del campeonato y optó al título hasta la última carrera de la temporada quedando al final en la cuarta posición. En su segunda temporada en la Superleague se llevó el campeonato tras lograr dos victorias y unos impresionantes 7 podios. Tras no poder progresar hacia otra competición superior aprovechando su título recién logrado, decidió tomarse 2010 como un año sabático, aunque a finales del mismo, corrió las últimas 3 carreras de la temporada con el Sporting de Lisboa consiguiendo 2 quintos puestos como mejores resultados. Tras esa temporada dejó de ser piloto.

### Fórmula 1
Vallés se subió por primera vez a un Fórmula 1 en un test realizado en Silverstone el 19 de septiembre de 2006 con Midland F1. Para 2007 se le confirmó como piloto de pruebas del equipo Spyker F1 Team, aunque contaron poco con él, creando descontento en el piloto. 
El 3 de febrero de 2010, la prensa española dijo que Adrián Vallés podría ser el compañero del piloto argentino José María López en el equipo USF1. Más tarde, el español no llegaría a un acuerdo al producirse la quiebra del equipo estadounidense antes incluso de crearse.

## AV Fórmula
Tras dejar el mundo de la competición como piloto, Adrián realizó un proyecto para jóvenes pilotos de karting, el AV Racers, quienes aprovechaban el circuito de karting de Moraira para entrenar y aprender a pilotar. Poco después fundó el AV Fórmula, una escudería centrada sobre todo en correr en categorías relacionadas con la Fórmula Renault, lo que compaginó con ser mánager de varios pilotos que compitieron utilizando su estructura.

## Palmarés en karting
| 1995 - Campeón Cadete KLC Comunidad Valenciana. - Campeón Open Ford - Campeón Internacional de Navidad. 1996 - Campeón Cadete Comunidad Valenciana. - Campeón Cadete del KLC Comunidad Valenciana. - 3.° Campeonato Cadete de Cataluña. - 3.º Campeonato Challenge Motul. 1997 - Campeón Open Ford 1998 - Campeón de España Júnior. - 2.º Campeonato Cataluña Júnior. - 2.º Campeonato Comunidad Valenciana Júnior. - Campeón Internacional Júnior de Navidad. - Mejor deportista de élite 1998. | 1999 - Campeón Trofeo Internacional Júnior de Navidad. - 4.º Open Toyota - 5.º Trofeo Internacional de la Industria (Italia). - 12.º Campeonato de Europa Júnior. 2000 - 3.º Mundial Karting Júnior Margutti. - 3.º Campeonato de España Júnior. - Campeón Inter-A Trofeo Internacional de la Industria Jr. - 8.º Trofeo Internacional Inter-A (Italia). - 12.º Campeonato de Europa Júnior. 2001 - Campeón de España Inter-A - Campeón Copa de Campeones de Europa Inter-A - Campeón Comunidad Valenciana Inter-A - 12.º Campeonato de Europa Inter-A - 14.º Júnior Trofeo Winter Cup - 18.º Mundial de Karting Júnior Margutti. |

## Resumen de carrera
| Temporada    | Series                      | Escudería                | Carreras          | Victorias         | Poles             | VR                | Podios            | Puntos            | Pos.              |
| ------------ | --------------------------- | ------------------------ | ----------------- | ----------------- | ----------------- | ----------------- | ----------------- | ----------------- | ----------------- |
| 2001         | Fórmula Toyota Castrol 1300 | Escuela Lois Circuit     | 8                 | 1                 | 2                 | ?                 | 6                 | 66                | 3.º               |
| 2002         | Fórmula Júnior 1600         | Escuela Lois Circuit     | 12                | 8                 | 10                | ?                 | 11                | 198               | 1.º               |
| 2002         | Fórmula Nissan 2000         | Escuela Lois Circuit     | 6                 | 0                 | 1                 | 0                 | 2                 | 38                | 10.º              |
| 2003         | World Series Light          | Escuela Lois Circuit     | 16                | 3                 | 2                 | 2                 | 4                 | 126               | 4.º               |
| 2003         | Campeonato de España de F3  | Meycom Sport - Profiltek | 1                 | 0                 | 0                 | 0                 | 0                 | Invitado          | Invitado          |
| 2004         | World Series by Nissan      | Pons Racing              | 18                | 0                 | 0                 | 1                 | 3                 | 56                | 10.º              |
| 2005         | Fórmula Renault 3.5 Series  | Pons Racing              | 17                | 2                 | 1                 | 1                 | 6                 | 116               | 2.º               |
| 2006         | GP2 Series                  | Campos Racing            | 21                | 0                 | 0                 | 2                 | 1                 | 7                 | 18.º              |
| 2007         | Fórmula 1                   | Spyker F1                | Piloto de pruebas | Piloto de pruebas | Piloto de pruebas | Piloto de pruebas | Piloto de pruebas | Piloto de pruebas | Piloto de pruebas |
| 2008         | GP2 Asia Series             | FMS International        | 10                | 0                 | 0                 | 0                 | 1                 | 19                | 7.º               |
| 2008         | GP2 Series                  | FMS International        | 2                 | 0                 | 0                 | 0                 | 0                 | 0                 | 21.º              |
| 2008         | GP2 Series                  | BCN Competición          | 16                | 0                 | 0                 | 0                 | 0                 | 5                 | 21.º              |
| 2008         | Superleague Fórmula         | Liverpool F.C.           | 12                | 2                 | 2                 | 1                 | 3                 | 325               | 4.º               |
| 2008         | Le Mans Series - LMP1       | Epsilon Euskadi          | 2                 | 0                 | 0                 | 0                 | 0                 | 0                 | 16.º              |
| 2008         | 24 Horas de Le Mans - LMP1  | Epsilon Euskadi          |                   |                   |                   |                   |                   |                   | NF                |
| 2008–09      | GP2 Asia Series             | Trident Racing           | 2                 | 0                 | 0                 | 0                 | 0                 | 0                 | 40.º              |
| 2009         | Fórmula Renault 3.5         | Epsilon Euskadi          | 8                 | 0                 | 0                 | 0                 | 1                 | 19                | 17.º              |
| 2009         | Superleague Fórmula         | Liverpool F.C.           | 15                | 2                 | 0                 | 1                 | 7                 | 412               | 1.º               |
| 2010         | Superleague Fórmula         | Sporting de Lisboa       | 6                 | 0                 | 0                 | 0                 | 0                 | 329               | 15.º              |
| Referencias: |                             |                          |                   |                   |                   |                   |                   |                   |                   |

## Resultados

### World Series by Nissan (F.N. V6)
| Año  | Escudería   | JAR 1 | JAR 2 | ZOL 1 | ZOL 2 | MAG 1 | MAG 2 | VAL 1 | VAL 2 | LAU 1 | LAU 2 | EST 1 | EST 2 | CAT 1 | CAT 2 | VAL 1 | VAL 2 | JER 1 | JER 2 | Pos  | Pts |
| ---- | ----------- | ----- | ----- | ----- | ----- | ----- | ----- | ----- | ----- | ----- | ----- | ----- | ----- | ----- | ----- | ----- | ----- | ----- | ----- | ---- | --- |
| 2004 | Pons Racing | 15    | 10    | 15    | 8     | 7     | 9     | 14    | Ret   | 7     | 11    | 3     | 10    | Ret   | 2     | 6     | 9     | Ret   | 3     | 10.º | 56  |

### World Series by Renault (F.R. 3.5)
| Año  | Escudería   | ZOL 1 | ZOL 2 | MON 1 | VAL 1 | VAL 2 | BUG SPR | BUG FEA | BIL 1 | BIL 2 | OSC 1 | OSC 2 | DON 1 | DON 2 | EST 1 | EST 2 | MOZ 1 | MOZ 2 | Pos | Pts |
| ---- | ----------- | ----- | ----- | ----- | ----- | ----- | ------- | ------- | ----- | ----- | ----- | ----- | ----- | ----- | ----- | ----- | ----- | ----- | --- | --- |
| 2005 | Pons Racing | 6     | 6     | 3     | 4     | 2     | 13      | 7       | 10    | 6     | 5     | 7     | 1     | 2     | Ret   | Ret   | 1     | 2     | 2.º | 116 |

| Año  | Escudería       | CAT SPR | CAT FEA | SPA SPR | SPA FEA | MON FEA | HUN SPR | HUN FEA | SIL SPR | SIL FEA | BUG SPR | BUG FEA | ALG SPR | ALG FEA | NÜR SPR | NÜR FEA | ALC SPR | ALC FEA | Pos  | Pts |
| ---- | --------------- | ------- | ------- | ------- | ------- | ------- | ------- | ------- | ------- | ------- | ------- | ------- | ------- | ------- | ------- | ------- | ------- | ------- | ---- | --- |
| 2009 | Epsilon Euskadi | 3       | 4       | DNS     | Ret     | 8       | 16      | Ret     | 12      | 14      | DNP     | DNP     | DNP     | DNP     | DNP     | DNP     | DNP     | DNP     | 17.º | 19  |

### GP2 Series
(Clave) (negrita indica pole position) (cursiva indica vuelta rápida puntuable)

| Año  | Escudería         | 1   | 1   | 2   | 2   | 3   | 3   | 4   | 4   | 5   | 5   | 6   | 6   | 7   | 7   | 8   | 8   | 9   | 9   | 10  | 10  | 11  | 11  | Pos. | Puntos | Ref.   |
| ---- | ----------------- | --- | --- | --- | --- | --- | --- | --- | --- | --- | --- | --- | --- | --- | --- | --- | --- | --- | --- | --- | --- | --- | --- | ---- | ------ | ------ |
| 2006 | Campos Racing     | VAL | VAL | IMO | IMO | NÜR | NÜR | BAR | BAR | MON | MON | SIL | SIL | MAG | MAG | HOC | HOC | BUD | BUD | EST | EST | MNZ | MNZ | 18.º | 7      | [ 14 ] |
| 2006 | Campos Racing     | 3   | Ret | 9   | Ret | Ret | 14  | 18  | 16  | Ret | Ret | 9   | Ret | 15  | 13  | 18  | Ret | Ret | 7   | Ret | 14  | Ret | 11  | 18.º | 7      | [ 14 ] |
| 2008 |                   | BAR | BAR | EST | EST | MON | MON | MAG | MAG | SIL | SIL | HOC | HOC | BUD | BUD | VAL | VAL | SPA | SPA | MNZ | MNZ |     |     | 21.º | 5      | [ 15 ] |
| 2008 | FMS International | 18  | 11  |     |     |     |     |     |     |     |     |     |     |     |     |     |     |     |     |     |     |     |     | 21.º | 5      | [ 15 ] |
| 2008 | BCN Competición   |     |     | 10  | Ret | 4   | 16  | 15  | 12  | 22  | 14† | 15  | Ret | Ret | 19  | 11  | Ret | 13  | 13  | WD  | WD  |     |     | 21.º | 5      | [ 15 ] |

### GP2 Asia Series
(Clave) (negrita indica pole position) (cursiva indica vuelta rápida puntuable)

| Año     | Escudería         | 1    | 1    | 2   | 2   | 3    | 3    | 4   | 4   | 5    | 5    | 6    | 6    | Pos. | Puntos | Ref.   |
| ------- | ----------------- | ---- | ---- | --- | --- | ---- | ---- | --- | --- | ---- | ---- | ---- | ---- | ---- | ------ | ------ |
| 2008    | FMS International | YMC1 | YMC1 | SEN | SEN | KUA  | KUA  | SAK | SAK | YMC2 | YMC2 |      |      | 7.º  | 19     | [ 16 ] |
| 2008    | FMS International | 4    | Ret  | 2   | 5   | Ret  | 20   | 5   | Ret | Ret  | 10   |      |      | 7.º  | 19     | [ 16 ] |
| 2008-09 | Trident Racing    | SHA  | SHA  | DUB | DUB | SAK1 | SAK1 | LOS | LOS | KUA  | KUA  | SAK2 | SAK2 | 40.º | 0      | [ 17 ] |
| 2008-09 | Trident Racing    |      |      |     |     | Ret  | 19   |     |     |      |      |      |      | 40.º | 0      | [ 17 ] |

### Superleague Formula
(Carreras en negrita indican pole position) (Carreras en cursiva indican vuelta rápida)
| Temporada | Club           | Constructor   | 1   | 1   | 2   | 2   | 3   | 3   | 4   | 4   | 5   | 5   | 6   | 6   | Posición | Puntos |
| --------- | -------------- | ------------- | --- | --- | --- | --- | --- | --- | --- | --- | --- | --- | --- | --- | -------- | ------ |
| 2008      | Liverpool F.C. | Hitech Junior | DON | DON | NÜR | NÜR | ZOL | ZOL | EST | EST | VAL | VAL | JER | JER | 4.º      | 325    |
| 2008      | Liverpool F.C. | Hitech Junior | 5   | 3   | 14  | 14  | 1   | 6   | 1   | 12  | 9   | 4   | 7   | 15  | 4.º      | 325    |
| 2009      | Liverpool F.C. | Hitech Junior | MAG | MAG | ZOL | ZOL | DON | DON | EST | EST | MOZ | MOZ | JAR | JAR | 1.º      | 412    |
| 2009      | Liverpool F.C. | Hitech Junior | 1   | 6   | 3   | 3   | 6   | 6   | 2   | 9   | 4   | 5   | 7   | 4   | 1.º      | 412    |

| 2010 | Sporting de Lisboa |  |  |  |  |  |  |  |  |  |  |  |  |  |  |  |  |  |  | 16 | 5 | 5 | 9 | 10 | 17 | 15.º | 329 |

| Super Final 2009 | Super Final 2009                  | Super Final 2009 | Super Final 2009 | Super Final 2009 | Super Final 2009 | Super Final 2009 | Super Final 2009 |
| Temporada        | Club                              | 1                | 2                | 3                | 4                | 5                | 6                |
| ---------------- | --------------------------------- | ---------------- | ---------------- | ---------------- | ---------------- | ---------------- | ---------------- |
| 2009             | Liverpool F.C. Hitech Junior Team | MAG 1            | ZOL N/A          | DON DNQ          | EST 3            | MOZ N/A          | JAR 3            |

### 24 Horas de Le Mans
| Año  | Pos    | Clase | N.º | Equipo          | Pilotos                                             | Chasís                  | Neumáticos | Vueltas completadas |
| Año  | Pos    | Clase | N.º | Equipo          | Pilotos                                             | Motor                   | Neumáticos | Vueltas completadas |
| ---- | ------ | ----- | --- | --------------- | --------------------------------------------------- | ----------------------- | ---------- | ------------------- |
| 2008 | 41 DNF | LMP1  | 20  | Epsilon Euskadi | Ángel Burgueño Miguel Ángel de Castro Adrián Vallés | Epsilon Euskadi EE1     | M Michelin | 189 vueltas         |
| 2008 | 41 DNF | LMP1  | 20  | Epsilon Euskadi | Ángel Burgueño Miguel Ángel de Castro Adrián Vallés | Judd GV5.5 S2 5.5 L V10 | M Michelin | 189 vueltas         |

## Premios, reconocimientos y distinciones
- Mejor Deportista Masculino de 2006 en los Premios Deportivos Provinciales de la Diputación de Alicante[18]